# Pasorapa
Pasorapa es una localidad y municipio de Bolivia, ubicado en la provincia de Campero del departamento de Cochabamba. Está ubicado al centro del país y es uno de los tres municipios de la provincia junto con Aiquile y Omereque. El municipio tiene una superficie de 2.376 km² y cuenta con una población de 6.853 habitantes (según el Censo INE 2012).
Su festividad religiosa principal se desarrolla el 24 de Junio, San Juan Bautista.
Las costumbres de Pasorapa se asimilan a la región de Vallegrande en el departamento de Santa Cruz debido a la cercanía entre estos municipios.

## Ubicación
El municipio de Pasorapa ocupa la parte este de la provincia de Campero, ubicado en el extremo sureste del departamento de Cochabamba. Limita al norte y al este con el departamento de Santa Cruz, al sur con el departamento de Chuquisaca, al oeste con el municipio de Aiquile y al noroeste con el municipio de Omereque.

## Clima
Su clima es cálido con una temperatura media de 28 °C y una humedad del 52%.

## Fauna
Su fauna es bastante variada y se destaca por la ganadería y cría de camellidos, ganado vacuno y porcino.

## Flora
Con una inmensa variedad de bellas plantas y árboles gracias a su clima templado Pasorapa se destaca en cuanto a los demás municipios de la provincia Narciso Campero.

## Demografía
De acuerdo con el censo boliviano de 2024, la población del municipio de Pasorapa es de 6 468 habitantes.
La población del municipio aumentó en más de un tercio entre 1992 y 2024:
| Año  | Habitantes (municipio) | Fuente |
| ---- | ---------------------- | ------ |
| 1992 | 4612                   | Censo  |
| 2001 | 4656                   | Censo  |
| 2012 | 6696                   | Censo  |
| 2024 | 6468                   | Censo  |

## Economía
La población de Pasorapa desarrolla principalmente las actividades agrícola, pecuaria y artesanal. Dentro de la agricultura, en orden de importancia están los cultivos de maíz, papa, trigo y frutas. La producción agrícola se realiza en forma tradicional, utilizando el arado de yunta.
La crianza de ganado vacuno es una de las actividades más practicadas. El 95% de los pobladores son ganaderos (en pequeña escala). Otros rubros de crianza son el ganado caprino, ovino y porcino. En cuanto al ganado vacuno, Pasorapa tiene el principal reservorio de ganado bovino criollo del país con 35 mil cabezas de ganado, destinados para el consumo de carne y también para el trabajo en los cultivos. Los torillos se venden en Sucre y el municipio de Betanzos, donde son usados para tracción.

## Transporte
Pasorapa se ubica a 278 kilómetros por carretera al sureste de Cochabamba, la capital del departamento.
Desde Cochabamba, la carretera asfaltada Ruta 7 conduce al sureste por 44 km hasta Paracaya, y desde allí la carretera Ruta 23 continúa 146 km al sureste por Punata, Arani y Mizque hasta Aiquile. Cuatro kilómetros antes de Aiquile, la Ruta 5 gira hacia el este hacia Saipina y luego de 55 km llega al río Quebrada Huerla. Desde aquí, una carretera lateral de 40 km de largo conduce al sureste hasta llegar a Pasorapa.